# ناتچز (آلاباما)
ناتچز (به انگلیسی: Natchez) یک منطقهٔ مسکونی در ایالات متحده آمریکا است که در آلاباما واقع شده‌است. ناتچز ۵۷٫۰ متر بالاتر از سطح دریا قرار دارد.